# كيفن روجرز
كيفن روجرز (بالإنجليزية: Kevin Rogers)‏ (23 سبتمبر 1963 في المملكة المتحدة - ) هو مدرب كرة قدم ولاعب كرة قدم بريطاني في مركز الوسط. لعب مع أستون فيلا وبرمنغهام سيتي ونادي ريكسهام ونادي ريل ونادي ميرثير تيدفيل ‏.

## وصلات خارجية
- كيفن روجرز على موقع قاعدة بيانات كرة القدم.إي يو (الإنجليزية)
- كيفن روجرز على موقع عالم كرة القدم.نت (الإنجليزية)